# Monocerotesa flavipicta
Monocerotesa flavipicta là một loài bướm đêm trong họ Geometridae.